# La Mothe-Achard

La Mothe-Achard este o comună în departamentul Vendée, Franța. În 2009 avea o populație de 2,524 de locuitori.